# Ławsk
Ławsk [wafsk] est un village polonais de la gmina de Wąsosz dans le powiat de Grajewo et dans la voïvodie de Podlachie. Il se situe à environ 5 kilomètres au sud-ouest de Wąsosz, à 22 kilomètres au sud-ouest de Grajewo et à 72 kilomètres au nord-ouest de Białystok. 
Le village compte approximativement 760 habitants.